# Уотерфорд (графство)
Уотерфорд (ирл. Port Láirge; англ. Waterford) — графство на юге Ирландии. Входит в состав провинции Манстер на территории Республики Ирландии. Административный центр и крупнейший город — Уотерфорд. Население 113 795 человек (15-е место среди графств Республики Ирландия; данные 2011 г.).

## Физико-географическая характеристика
Графство Уотерфорд находится на юге Ирландии на берегу Атлантического океана. Территорию региона пересекают два горных хребта — Нокмилдаун и Комераг, высотой около 500—700 м.
На западе проходит административная граница с графством Корк, на севере с Южным Типперэри, на востоке с Уэксфордом и Килкенни. Общая площадь Уотерфорда — 1857 км² (16-е место в стране).
Основные реки графства — Блэкуотер и Шур.

## Экономика

### Промышленность
В графстве Уотерфорд имеются достаточно развитые предприятия металлообрабатывающей, пищевой и бумажной промышленности. Основные статьи экспорта продукции: мясо, рыба, фрукты и пиво.

### Транспорт
На территории графства действует сеть автомобильных дорог, в том числе шоссе национального значения N25 (Корк — Уотерфорд — Уэксфорд). Эта трасса идёт вдоль побережья Атлантического океана, пересекая весь регион с запада на восток.
В нескольких километрах к югу от города Уотерфорд расположен международный аэропорт, который воздушным путём связывает провинцию с такими городами как Бирмингем, Манчестер, Лондон, Лорьян, Амстердам, Бордо, Фару, Малага и Голуэй.
В эстуарии реки Шур находится морской порт.

## Достопримечательности

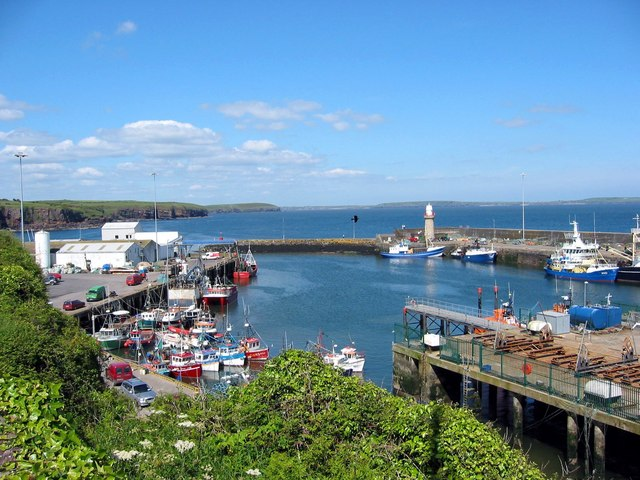
Порт Данмор Ист

На территории графства находится множество природных и историко-культурных достопримечательностей. Уотерфорд привлекает туристов своим разнообразным ландшафтом — горами, ущельями, пляжам, речными долинами. На берегу Атлантического океана расположены морские курорты.
Богатая история региона оставила такие достопримечательности как замок Лисмор, который был построен в XIX веке для герцога Девонширского на месте более старого сооружения. В городе Уотерфорд множество узких улочек, старинных укреплений. Интересны такие постройки как норманнская башня Реджинальд-Тауэр, Собор Святой Троицы, муниципалитет с интересной стеклянной люстрой и Дворец Епископа.

## Христианство
В этих краях родился св. Деклан, проповедовавший в Ирландии Христову веру ещё до св. Патрика.